# Budapest Rákoscsaba
Budapest Rákoscsaba (węg: Rákoscsaba megállóhely) – przystanek kolejowy w Budapeszcie, na Węgrzech. Znajduje się w XVII dzielnicy miasta Rákosmente, w części Rákoscsaba.
Przy przystanku zbudowano parking typu P+R.

## Linie kolejowe
- Linia kolejowa 80a Budapest–Hatvan

| Budapest Rákoscsaba                            |  |                           |
| Linia 80a Budapest–Hatvan (17,000 km)          |  |                           |
| Budapest Rákoscsaba-Újtelepodległość: 1,000 km |  | Pécel odległość: 4,000 km |